# Neuratelia microdigitata
Neuratelia microdigitata är en tvåvingeart som beskrevs av Mitsuhiro Sasakawa 2004. Neuratelia microdigitata ingår i släktet Neuratelia och familjen svampmyggor. Inga underarter finns listade i Catalogue of Life.